# Aeroportul Ørsta-Volda
Aeroportul Ørsta-Volda (IATA: HOV, ICAO: ENOV) este un aeroport din Comuna Ørsta, Provincie a Norvegiei (fylke), Norvegia ce deservește zona Ørsta⁠(d). Aeroportul a fost tranzitat în 2022 de 103.418 pasageri. A fost deschis în 1971 și numit după zona deservită.
Situat la o altitudine de 74 m, aeroportul dispune de 1 pistă. Este operat de Avinor⁠(d).

## Infrastructură

### Piste
Aeroportul dispune de o singură pistă. Pista 06/24 are suprafața de asfalt și dimensiunile 1.071 m × 30 m. 